# Antidesma jayasuriyae
Antidesma jayasuriyae är en emblikaväxtart som beskrevs av Tapas Chakrabarty och Mohan Gangopadhyay. Antidesma jayasuriyae ingår i släktet Antidesma och familjen emblikaväxter.
Artens utbredningsområde är Sri Lanka. Inga underarter finns listade i Catalogue of Life.